# Maksimir (stadion)
Stadion Maksimir je fotbalový stadion v Záhřebu. Nachází se ve východní části města, naproti parku Maksimir. Byl oficiálně otevřen 5. května 1912. Byl několikrát přestavován. Stadion hostí zápasy klubu GNK Dinamo a také utkání chorvatského národního fotbalového týmu.

## Historie stavby
Na konci podzimu 1911 začaly přípravy na přeměnu louky a obilného pole v lokalitě zvané Maksimir na fotbalové hřiště. V lednu 1912 byly na mimořádné schůzi HAŠK přijaty předběžné projekty a schváleny první stavební náklady. Branko Domac vytvořil plány, vyměřil terén a dohlížel na stavbu. Zemní práce začaly 1. února 1912 a první odehraný zápas 5. května 1912. Později byla postavena tribuna a atletická dráha. Po roce 1946 byly dřevěné tribuny přesunuty na Igralište Slobode. Po roce 1948 byla postavena budova, náspy a malá tribuna na západní straně. Konstruktéry byli Vladimir Turina, Eugen Ehrlich a Franjo Neidhardt. Roku 1954 byla dokončena atletická dráha a západní tribuna. Severní tribuna byla postavena v roce 1955, následoval západní vchod, pokladna, toalety na západě a drátěný plot kolem stadionu. Roku 1961 bylo instalováno osvětlení a postavena východní tribuna, která zakrývala i západní tribunu Hitrec Kacian Stadium. Výstavba jižní tribuny trvala od roku 1964 do 1969. Nové osvětlení bylo zavedeno v 1974. Před zavedením sedadel na západní a východní tribuně byla kapacita stadionu 64 000 diváků. Rozsáhlá rekonstrukce stadionu začala v roce 1998.

## Popis stadionu

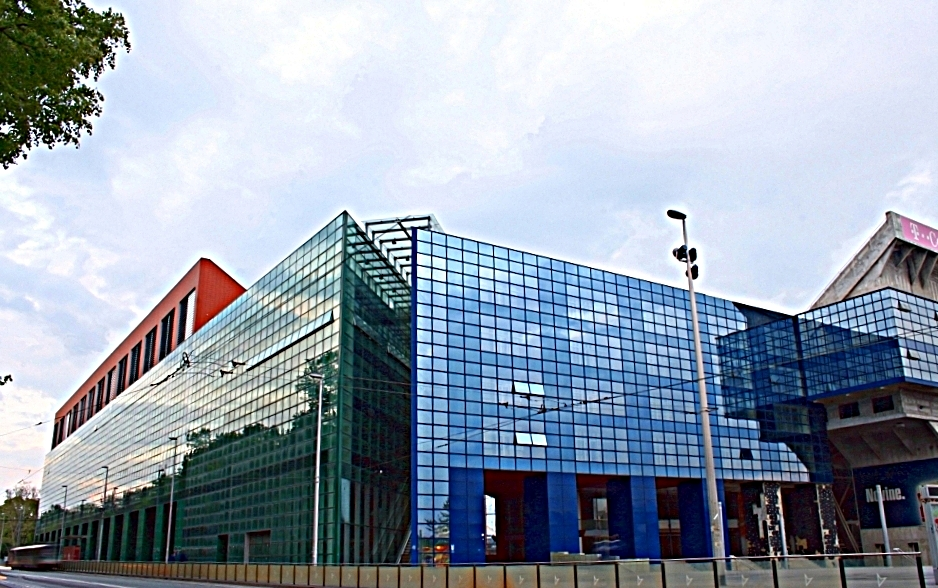
Stadion Maksimir zvenčí. Pohled z Maksimirské cesty
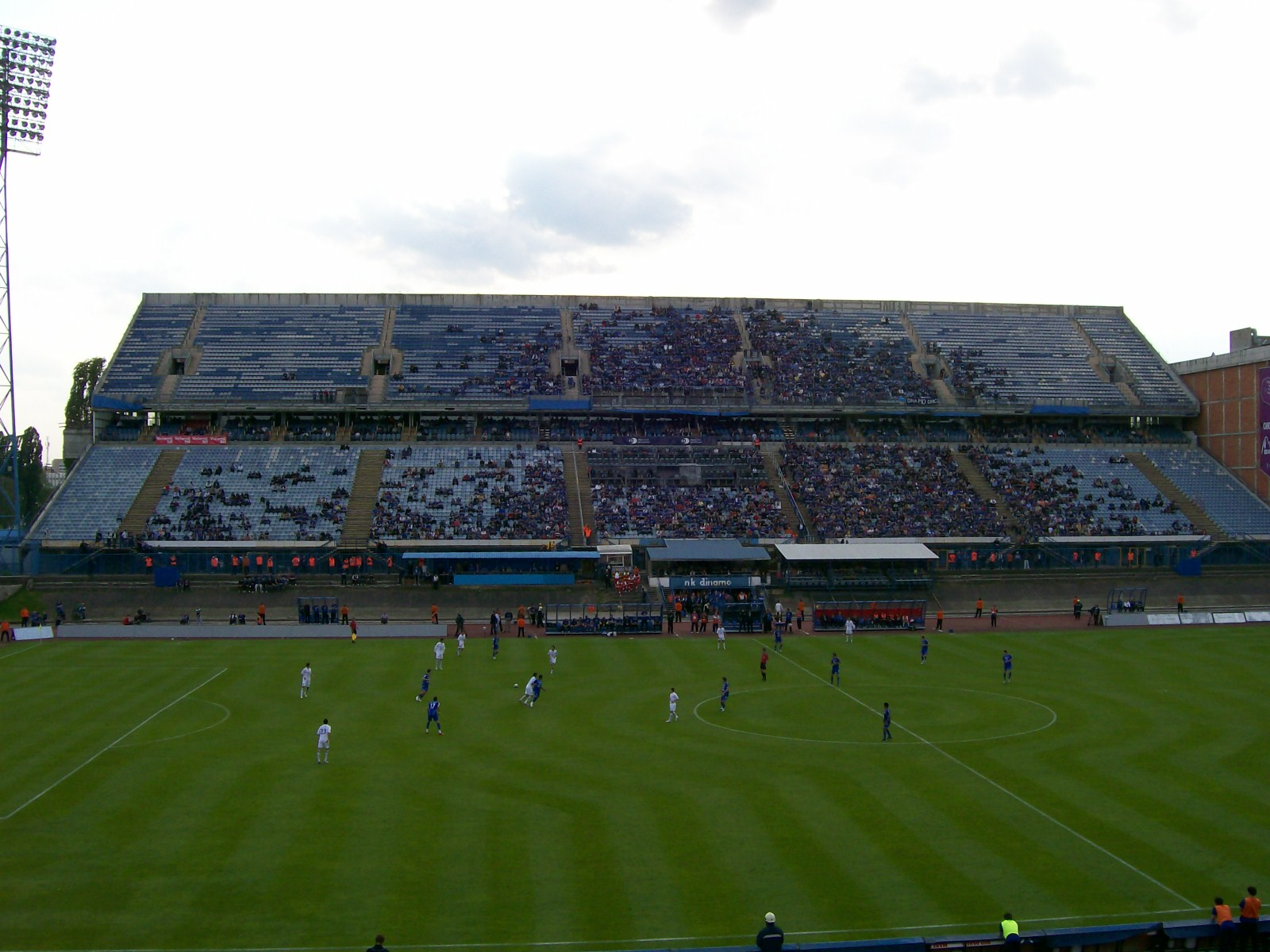
Trávník a západní tribuna (2008)

Na podzim 1997 byla na východní a jižní tribunu instalována sedadla. Při posledním „face liftingu“, který byl proveden o rok později, byla zbourána stará severní tribuna. Na jeho místě byl vybudován nový pohodlnější stánek s kapacitou 10 965 míst. Nový „sever“ se také může pochlubit 15 000 m2, 200 metrů dlouhou, prosklenou budovou s obchodními prostory s výhledem do ulice Maksimirska. Spolu se severní byla při renovaci zbourána i „východní tribuna“. Vše v souladu s předpisy UEFA, podle kterých musí být místa pro diváky na stadionech výhradně sedět. V srpnu 1999, v předvečer zahájení 2. vojenských světových her, byla dokončena rekonstrukce západní tribuny s 12 600 místy a 718 místy ve VIP úrovni (prezidentský a osm dalších boxů a 18 „boxů“). Tím byla dokončena většina, nebo asi 80 % plánovaných prací a kapacita stadionu byla o něco více než 35 000 míst. Aby se diváci na tribunách cítili co nejpohodlněji, byly na tribuny instalovány nové židle v klubové modré barvě.
Finální fáze obnovy stadionu by měla zahrnovat „snížení“ úrovně trávníku spolu s vytvořením prstence kolem hřiště na místě stávající atletické dráhy, čímž vznikne 16 000 nových míst k sezení a přidáním jižní tribuny bude konečná kapacita stadionu úctyhodných 60 000 pohodlných, sedadel. Po dokončení všech prací by se měl stadion v Maksimiru stát výlučně fotbalovým stadionem po vzoru podobných budov napříč Evropou, což by mu umožnilo ucházet se o pořádání finálových zápasů evropských pohárů. Dále se počítá s umístěním nových kancelářských prostor pro vedení klubu pod jižní tribunou, dále „Modrého salonu“, velké místnosti s trofejemi a historickými prvky klubu, areálu fotbalové školy Dinamo, šaten, místností pro trenéry, sportovní haly a tělocvičny, ošetřovny, nových šaten, restaurace a luxusního hotelu kategorie A se 46 hostujícími týmy, které by měly „hostovat“ v lůžkách pro hosty. Zvláštní význam by měla mít novostavba spojující západní a severní tribunu. S ním klub splní všechny požadavky UEFA pro pořádání zápasů Champions League a dalších významných mezinárodních akcí (kanceláře UEFA, tiskový klub, tiskové středisko, VIP pohostinství...). Stadion Maksimir by se tímto způsobem měl stát jedním z nejvybavenějších fotbalových „chrámů“ v této části Evropy, ale bohužel k tomu má ještě daleko... Je těžké stručně popsat všechny plánované práce na stadionu Maksimir na základě Studie programu dokončení zpracované skupinou odborníků z Fakulta architektury v Záhřebu, vedoucí dipl. Ing. konstrukce Gordan Hanzek. To by zabralo příliš mnoho místa a času. Proto uvedeme jen některé. V rámci severní tribuny a jejího okolí se tak plně rozvinou obchodní prostory a supermarket v suterénu, obchodní třída v přízemí, nákupní galerie v 1. patře a stravovací prostory - lodžie ve 2., 3., 4. a 5. patře (až do vysoké nedokončené budovy). Zrekonstruovány budou také obchodní a kancelářské prostory ve 2. až 5. patře, dále veškeré vnitřní prostory a tribuny, vstupní prostory se schodišti, rampami a eskalátory, sociální zařízení, prostory pro suvenýry, bary a kavárny, bude rozšířena kotelna, budou zrekonstruovány východní a západní parky s prodejem vstupenek, bude zrekonstruován pěší chodník na severní tribuně, přepážky pro pěší atd část západní tribuny až po vysoký nedokončený systém, budou dokončeny instalace, přístup k výtahům pro zásobování restaurace v suterénu, vstup na obchodní schodiště a kavárnu v přízemí, restaurace ve 4. patře, obchodní a kancelářské prostory od 1. do 5. patra, veškeré vnitřní prostory a stánek pro diváky, vstupní prostory na schodiště, střešní bary, stání, toalety atd s jsou také poskytovány. Zrekonstruováno bude i okolí západní tribuny: náměstí sportovců a další veřejná prostranství, bude upraveno a chráněno velké hlediště, východní náměstí, galerie hlediště, technické, obslužné a pěší vstupy, prostory a sklady východní tribuny, prostory pod galerií hlediště atd. Některá malá hřiště budou moci být pomocí prefabrikovaných stojanů víceúčelová. Pod hlavním fotbalovým stadionem vyrostou garáže a na jeho střeše vedle fotbalového hřiště atletická hřiště. Garáž bude jednopodlažní a její plocha bude 22 600 metrů čtverečních. Zcela vylepšeny budou také instalace, infrastruktura inženýrských sítí a další. Autory ideového návrhu Doplňkové studie jsou prof. Dr. Nikola Filipović a prof. Branko Kincl, hlavním projektantem byl B. Kincl, se spolupracovníky B.Sc. Ing. Architekt Damir Smajlović a Goran Tončinić. Autorem ideového návrhu instalace je Bc. Ing. Željko Bratković, a autorem koncepčního návrhu střešní konstrukce je Mike Otlet ze společnosti: WS Atkins-Oxford Chilbrook, Oasis business park Eynsham, Oxon.
V létě 2011 prošel stadion rozsáhlou rekonstrukcí. Byla vyměněna všechna sedadla, instalováno nové hřiště s odvodněním a vytápěním a instalovány nové lavičky pro hráče rezervy. Jsou upraveny press boxy, VIP boxy a místa pro tělesně postižené, atletická dráha je pokryta modrou umělou trávou, stěny pod tribunami jsou pokryty modrým plátnem.
Kvůli zemětřesení, které zasáhlo Záhřeb 22. března 2020, východní tribuna již nefunguje. To snížilo kapacitu stadionu na 24 851 míst.